# St. Laurentius (Berndorf)

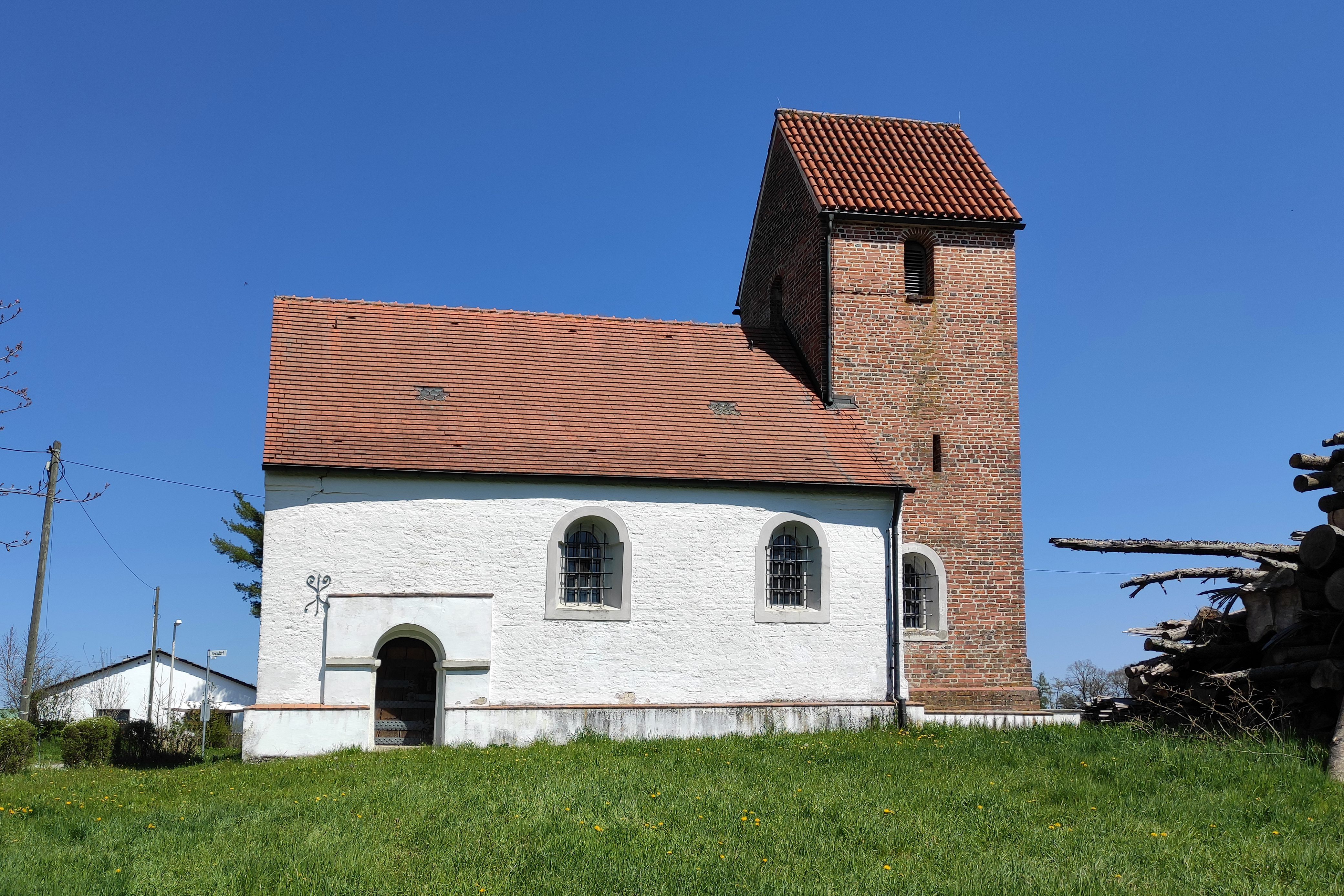
Außenansicht der Filialkirche St. Laurentius von Süden

Die römisch-katholische Filialkirche St. Laurentius (ausführlich: St. Laurentius und St. Andreas) in dem Weiler Berndorf im niederbayerischen Landkreis Landshut ist eines der ältesten Kirchengebäude in der Landshuter Gegend. Stilistisch steht es am Übergang von der Romanik zur Gotik. Politisch gehört Berndorf zwar zur Gemeinde Kumhausen, kirchlich jedoch zur Pfarrei Heilig Blut in Landshut. Die Kirche ist als Baudenkmal mit der Nummer D-2-74-146-2 beim Bayerischen Landesamt für Denkmalpflege eingetragen.

## Geschichte
Nachdem Berndorf im Jahr 820 erstmals erwähnt wurde, dürfte um 1250 die heutige Kirche errichtet worden sein; die erste urkundliche Erwähnung fand im Jahr 1315 statt. Das Patrozinium St. Laurentius deutet jedoch auf eine Vorgängerkirche hin, da es oft an früheren Römerstraßen auftritt. In der Barockzeit, wahrscheinlich um das Jahr 1726, wurde das Kirchlein barockisiert. Dabei hat man die rundbogigen Fensteröffnungen vergrößert und die heutige Ausstattung angeschafft. Die Filialgemeinde Berndorf gehörte bis 1862 zur Pfarrei Hohenegglkofen und wurde erst dann nach Landshut-Heilig Blut umgepfarrt. Heute finden nur noch zu den Festen der Kirchenpatrone Laurentius von Rom (10. August) und Andreas (30. November) Gottesdienste in der Kirche statt.

## Beschreibung

### Architektur

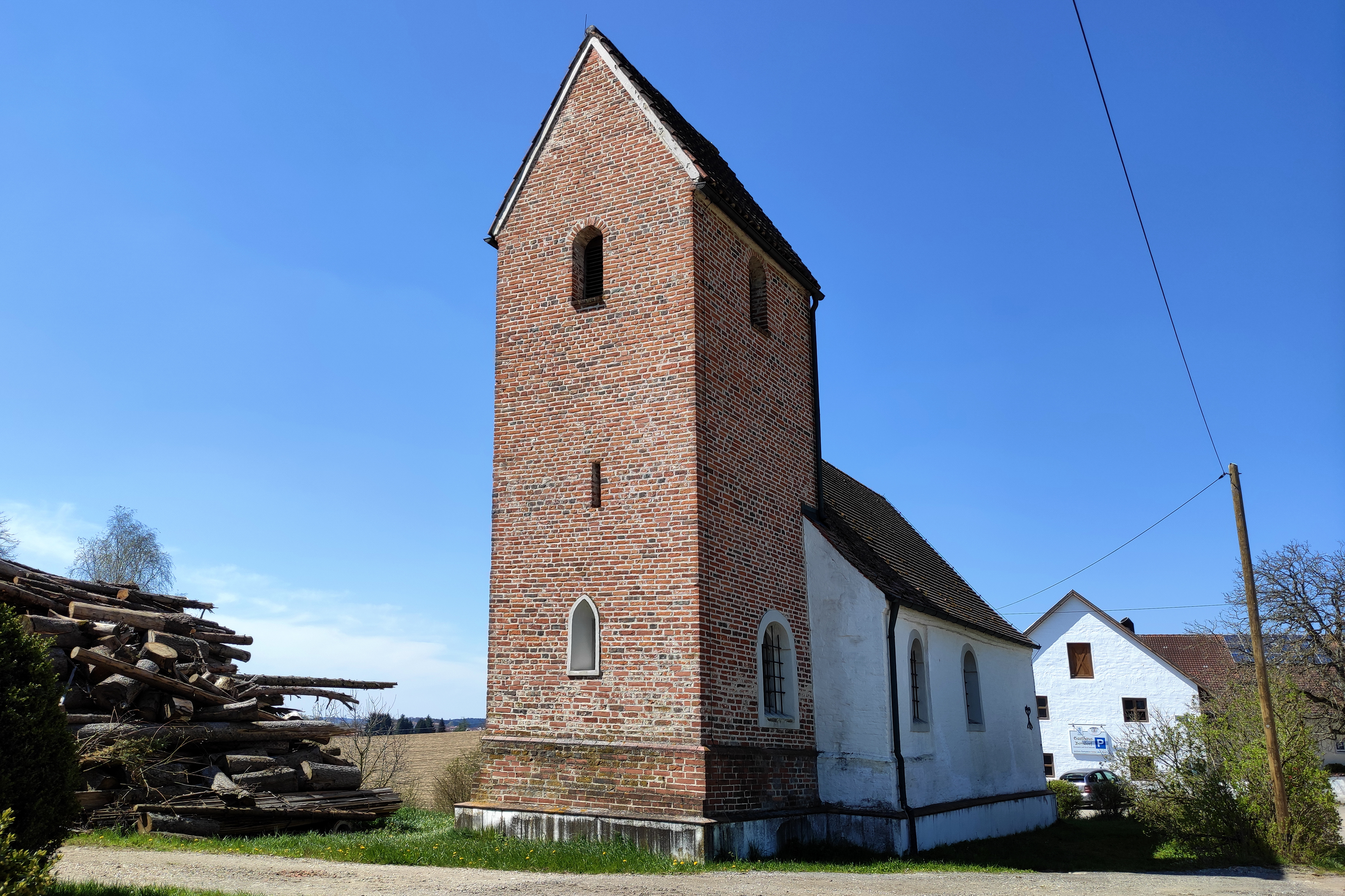
Außenansicht von Nordosten

Es handelt sich um eine schlichte, nach Osten ausgerichtete Saalkirche. Während das dreijochige Langhaus verputzt und weiß getüncht ist, kann man an dem äußerlich ungegliederten Chorturm das originale Backsteinmauerwerk sehen. Den oberen Abschluss des Turmes bildet ein Satteldach. An der Ostseite des Chorraums ist ein gotisches Spitzbogenfenster erhalten, die übrigen Fensteröffnung wurden in der Barockzeit ausgerundet.
Das romanische Rundbogenportal, welches sich südseitig im hintersten Langhausjoch befindet, stammt noch aus der Erbauungszeit der Kirche und ist mit schmiedeeisernen Beschlägen aus spätgotischer Zeit ausgestattet. Diese weisen Lilienenden auf. Während das Langhaus flachgedeckt ist, wurde der um drei Stufen erhöhte Altarraum mit einem Kreuzrippengewölbe ausgestattet. Dabei nehmen rübenförmige Spitzkonsole die steil gekehlten Schildrippen auf, die auf einen kräftigen, runden Schlussstein zulaufen. An der Südseite des Chores befindet sich eine kleine, im Dreieck geschlossene Nische. Der spitze Chorbogen ist an der Westseite gefast.

### Ausstattung

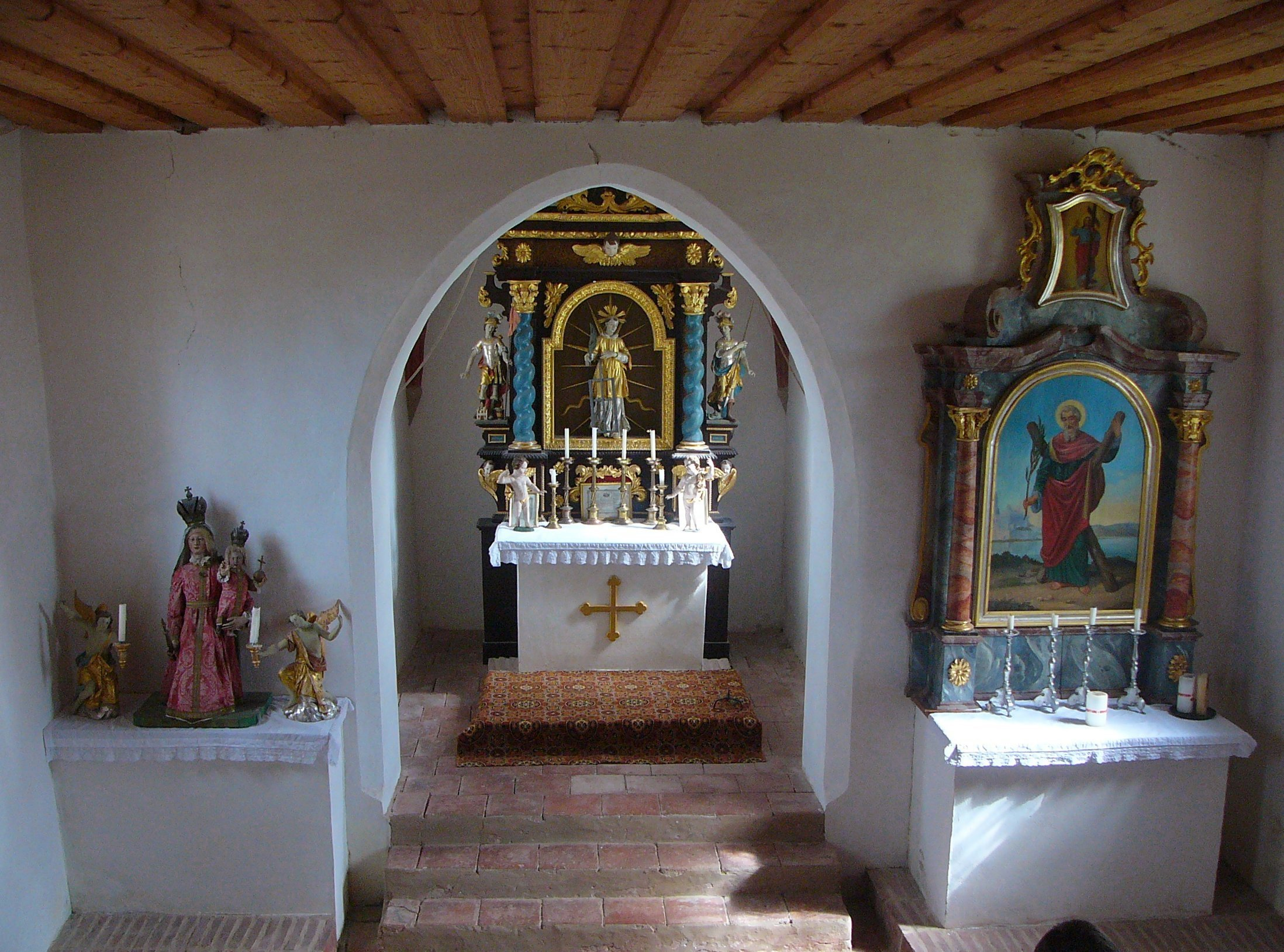
Innenraum

Die Innenausstattung ist bäuerlich-barock. Der Hochaltar aus der Zeit um 1700 enthält in der Mittelnische zwischen zwei gewundenen Säulen eine Figur des Kirchenpatrons und Märtyrers Laurentius von Rom mit seinem Attribut, dem Rost. Als Assistenzfiguren auf mit Puttenköpfen geschmückten Konsolen stehen unter den seitlich angebrachten Voluten der heilige Florian (links) und der heilige Georg (rechts). Oberhalb der Mittelnische ist ein großer Puttenkopf dargestellt, im Auszug eine Heilig-Geist-Taube. Rechts neben dem Chorbogen befindet sich ein ebenfalls zweisäuliger Seitenaltar aus der Zeit um 1750, der dem zweiten Kirchenpatron Andreas (Gedenktag: 30. November) gewidmet ist. Das im Nazarenerstil gemalte Altarbild zeigt Andreas mit seinem Leidenswerkzeug, dem Andreaskreuz. Es ist – wie auch das Auszugsbild des auferstandenen Christus mit dem Kreuz – im 19. Jahrhundert entstanden. Anstelle des linken Seitenaltares befindet sich auf einem gemauerten Altarstipes die sogenannte Berndorfer Madonna, ein bekleidetes Barock-Gnadenbild aus dem 18. Jahrhundert. Sie wird links und rechts von zwei Leuchterengeln im Stile des Rokoko begleitet. Außerdem enthält das Kirchlein einen eindrucksvoll gestalteten barocken Kreuzweg. Die auf Leinwand gemalten Bilder entstanden im Jahr 1769.
In dem Turm hängen zwei gotische Glocken, die auf 1471 und 1520 datiert sind. Die Glocke von 1471 hat einen Durchmesser von 48,5 Zentimetern und trägt die lateinische Minuskelinschrift: o·rex·glorye·fenny·kumpace·m·cccc·lxxi (zu deutsch: „O König der Ehre, komme mit Frieden“). Der größere Glocke wurde im Jahr 1520 gegossen und besitzt einen Durchmesser von 61,5 Zentimetern. Sie ist der heiligen Maria geweiht und wurde von Hans Graf in Landshut gegossen. Sie trägt die Umschrift: Ann·dm·m·vc·xx·jar·gos·mich·hanns·graf·in·der·ern·maria·der·junghfraw.